# Filhos do Sol
Filhos do Sol é uma minissérie brasileira que foi produzida e exibida pela Rede Manchete entre 16 de janeiro e 9 de fevereiro de 1991.
Escrita por Walcyr Carrasco e Eloy Santos e dirigida por Henrique Martins.

## Sinopse
Em São Tomé das Letras, interior de Minas, o ufólogo Airton descobre que extraterrestres estão em Macchu Picchu, Peru. Ele parte para lá se encontrando com Hiran, que havia descoberto uma estranha pedra capaz de matar quem se aproximasse dela. Os mistérios são ampliados quando localizam um túnel que ligava São Tomé das Letras à Macchu Picchu.

## Elenco
- Luiz Armando Queiroz - Humberto
- Raul Gazolla - Airton
- Miwa Yanagizawa - María Ximena Matsumoto
- Cristina Mullins
- Cláudia Magno - Ludmila
- Cassiano Ricardo - Hiram
- Ana Rosa - Dra. Lívia
- Othon Bastos - Heitor Neves
- Leonardo Bricio
- Maria Isabel de Lizandra
- Ângela Corrêa - Cláudia
- Zilda Mayo - Isabel Cristina
- Elza Kwitti - Eugênia
- Daniel Hertz - Carlos
- Luise Wischermann - Lúcia
- Leticia Vota - Violeta
- Maria de La Paz - Julieta
- Roberto Frota
- Lucho Ramirez - Severiano
- Aurora Colina